# ماري هايبرغ
ماري هايبرغ (بالإستونية: Marie Heiberg)‏ (10 سبتمبر 1890 في إستونيا - 15 فبراير 1942، تالين في إستونيا)؛ كاتِبة ومؤلِّفة وشاعرة إستونية.

## روابط خارجية
- ماري هايبرغ على موقع ميوزك برينز (الإنجليزية)